# Фисбек
Фисбек (њем. Visbek) општина је у њемачкој савезној држави Доња Саксонија. Једно је од 10 општинских средишта округа Фехта. Према процјени из 2010. у општини је живјело 9.274 становника. Посједује регионалну шифру (AGS) 3460010.

## Географски и демографски подаци
Фисбек се налази у савезној држави Доња Саксонија у округу Фехта. Општина се налази на надморској висини од 47 метара. Површина општине износи 84,1 km². У самом мјесту је, према процјени из 2010. године, живјело 9.274 становника. Просјечна густина становништва износи 110 становника/km².

## Међународна сарадња
| Мјесто    | Држава    | Врста сарадње | Од    |
| --------- | --------- | ------------- | ----- |
| Понтвален | Француска | партнерство   | 1988. |
| Извор     |           |               |       |